# Strhaře
Strhaře település Csehországban, a Brno-vidéki járásban. Strhaře Lomnice, Rašov, Synalov, Brumov, Osiky, Kozárov és Bedřichov településekkel határos. Lakosainak száma 146 fő (2024. január 1.).

## Népesség
A település lakosságának változását az alábbi diagram mutatja:
| Lakosok száma | 265  | 299  | 310  | 225  | 179  | 123  | 119  | 133  | 134  | 146  |
|               | 1869 | 1900 | 1921 | 1961 | 1980 | 2011 | 2016 | 2019 | 2021 | 2024 |